# بروس هارجريفز
بروس هارجريفز (بالإنجليزية: Bruce Hargreaves)‏ هو عداء مراثوني أسترالي، ولد في 10 مارس 1953.